# Vladimir Kononov
Vladimir Igorjevitj Kononov (ryska: Владимир Игорьевич Кононов), född 16 februari 1972 i Izjevsk, Sovjetunionen, är rysk längdåkare.

## Meriter
Paralympiska vinterspelen 2010
- Brons, längdskidåkning 10 km stående

Paralympiska vinterspelen 2014
- Silver, längdskidåkning 20 km stående